# 全身麻醉药
全身麻醉药或全身麻醉剂，属于一种麻醉药，通常定义为能导致人类失去意识或动物失去翻正反射的化合物。临床定义还包括诱导昏迷状态，使患者对疼痛刺激缺乏知觉，足以允许手术开展。全身麻醉药作用于中枢神经系统，能可逆性地引起意识、感觉（主要是痛觉）和反射消失、松弛骨骼肌。全身麻醉药又分吸入性麻醉药、静脉麻醉药两大类。
全身麻醉药不一定起镇痛药的作用，也不应与镇静剂混淆。全身麻醉药是一组结构多样的化合物，其作用机制涉及控制神经通路的多个生物靶点。其精确作用机制仍存在一些争议，相关研究仍在进行中。
全身麻醉药引发全身麻醉状态。关于如何定义这种状态仍存在一些争议。
全身麻醉药和局部麻醉药的根本区别在于，局部麻醉药与神经膜上的钠离子通道上的某些特定点结合后，利用减少钠离子通过通道的方法改变神经膜电位，阻断神经冲动的传导；而全身麻醉剂的麻醉原理至今尚不十分明确。（可能是通过影响神经膜的物理性状，比如膜的流体性质、通透性等起到麻醉的作用）

## 分类
全身麻醉药根据给药途径可分類为吸入性麻醉药（inhalation anesthestic）和静脉麻醉剂（intravenous anesthestic）。吸入性麻醉药又称挥发性麻醉药，它是一类化学性质不活泼的气体或易挥发的液体。当这些药物与一定比例的空气混合后吸入肺泡，扩散入血液中，最终分布入神经组织起到麻醉效果。静脉麻醉剂也称为非吸入性全身麻醉药，常见的是以注射的方法给药，它一般是一些水溶性较好的物质，通过静脉注射分布到神经组织中起到麻醉作用，相比吸入性麻醉药，静脉麻醉药的麻醉作用更快，对呼吸道无刺激性。

### 吸入性麻醉药
吸入性麻醉药物主要包括气态药物比如氧化亚氮和短链的小分子药物比如乙醚、短碳链的烃类和氟代烷。
氧化亚氮作为唯一的气态吸入性麻醉药于1844年用于临床，它以80-86%的浓度与氧气混合后才有较好的麻醉效果，但在麻醉的状态下因氧气浓度低于20%，易令使用者造成缺氧及生命危險，由于这个原因一般不单独作为麻醉药使用而是与其他麻醉药合用。
醚类化合物中乙醚作为最早的全身麻醉药于1842年用于临床，它具有良好的全身麻醉作用，也兼具较好的镇痛和肌肉松弛作用。使用时的四个麻醉阶段较为明确容易控制，但有易燃易爆、存放过程中易形成具有爆炸性过氧化物的缺点，且使用时对呼吸道黏膜有刺激性，会使支气管的黏液分泌增加因此影响呼吸。同时由于使用乙醚全身麻醉时的诱导时间长、用药后苏醒较慢、容易引起恶性呕吐的缺点，因此限制了它的临床使用，使用甲基正丙基醚、二氟二氯乙基甲醚替代乙醚作为全身麻醉剂可以有效减少这些缺点和副作用。
脂肪烃类化合物主要是短链的烷烃、烯烃和炔烃，一般随碳链的增长而麻醉作用增加，但此类化合物都有心血管毒性，且烃类易燃，故很少用作药物。临床上曾使用过环丙烷作为全身麻醉药。因其环状结构使其麻醉作用增加，安全范围较宽，在体内可诱导产生儿茶酚胺，对血压也有稳定作用，但有引起心律失常的副作用。
氯仿是卤代脂肪烃类，由于卤素的取代，降低了易燃性的同时增强了麻醉作用。可产生良好的全身麻醉作用和肌肉松弛作用。但由于氯仿易产生含卤素的自由基损伤肝肾，故现已不作为麻醉药使用。
在烃类或醚类中引入卤素原子可降低易燃性同时加强麻醉效果，但因卤代烃类化合物性质活泼毒性较大，后来随着氟化学的发展，含氟的短链烃类被引入作为全身麻醉药使用，现在氟代烃已几乎完全取代过去的一些挥发性麻醉药。氟代烃类的全身麻醉药分为氟烷和氟代醚类两种，氟烷是含有氟、氯、溴原子的烷烃，虽然分子因氟原子的存在而使溴和氯原子的活泼性降低，但其化学性质仍不稳定，易氧化产生氯化氢和溴化氢及光气,三氟溴氯乙烷(商品名:氟烷，英文：Fluothane)是氟烷类吸入性全身麻醉药的典型代表，已被列入世界卫生组织基本药物标准清单。氟代醚类化合物中，与氧原子相连的碳原子及含氯的碳原子易被氧化，这些易氧化的位点也是这类药物在体内代谢的部位。
常用的氟代烃类挥发性全身麻醉药有：氟烷（三氟溴氯乙烷）、甲氧氟烷（methoxyflurane）、恩氟烷（enflurane）、异氟烷（isoflurane）、地氟烷（deslufrane）、七氟烷（sevoflurane）

### 静脉麻醉药
静脉麻醉药需要通过静脉注射随血液循环进入中枢神经后才能产生全身麻醉作用。由于是注射给药，所以麻醉的深浅程度不易控制。根据药物的分子结构可分为巴比妥类和非巴比妥类两种。
一些超短时作用的巴比妥类药物是最早使用的静脉麻醉药，它们具有高的脂溶性，能轻易穿透血脑屏障到達大脑，比如像硫喷妥钠、海索比妥钠（Hexobarbital sodium）、美索比妥纳（Methohexital sodium）等。但因其脂溶性强使得可由脑组织向其他组织分布导致麻醉持续时间短。
非巴比妥类的静脉麻醉药物中较为典型的是：羟丁酸钠、丙泊酚（又称为2,6-双异丙基苯酚，Propofol）、普尔安（又称丙泮尼地，Propanidid）、盐酸氯胺酮、依托咪酯、阿法多龙(Alfadolone)
氯胺酮本身主要起镇痛的作用（或者说，其解离作用会使人不觉得痛觉是痛苦的），但随着剂量增加也会降低清醒程度。一般是和其他麻醉药联用，不全由氯胺酮达成失去意识的效果。氯胺酮在导致人失去意识时也基本不会影响呼吸，因此在医院外进行现场抢救时也会单独用。